# Turó de les Llongaderes
El Turó de les Llongaderes és una muntanya de 1.504 metres que es troba al municipi de Cava, a la comarca de l'Alt Urgell.